# Internacional de Federaciones Anarquistas

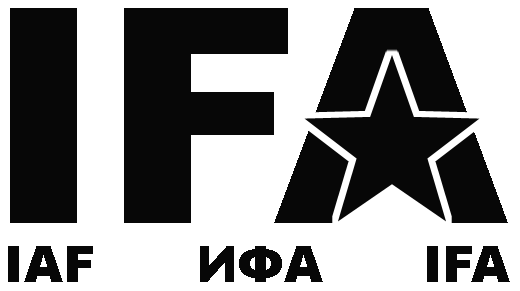
Logo de la Internacional de Federaciones Anarquistas

La Internacional de Federaciones Anarquistas (IFA) es una organización específica anarquista de carácter Internacional fundada en 1968, bajo criterios más o menos sintetistas. Su objetivo es contrarrestar el poder del Estado y el capitalismo en la era de globalización, construyendo y fortaleciendo estructuras anarquistas internacionales efectivas.
La organización surgió de una conferencia internacional de anarquistas en Carrara, Italia, participando las tres federaciones existentes en aquel momento a nivel europeo: Federazione Anarchica Italiana (Italia), Fédération Anarchiste (Francia) y Federación Anarquista Ibérica (España y Portugal), a la que se sumó la Federación de Bulgaria, en el exilio francés. La IFA mantiene contactos con otras organizaciones de ideología anarquista, como la Asociación Internacional de los Trabajadores, manteniendo una estrecha relación de afinidad con dicha internacional anarcosindicalista.
La organización se basa en los principios del federalismo, el acuerdo libre y la ayuda mutua y cuenta con un secretariado internacional llamado Comisión de Relaciones Internacionales de las Federaciones Anarquistas o CRIFA, para mejorar la coordinación y la comunicación dentro de la Internacional, así como para proporcionar una dirección de contacto para el público y otros grupos y organizaciones anarquistas. El secretario es rotatorio de forma irregular entre las federaciones nacionales afiliadas a la IFA, actualmente se encuentra en la Federación del Reino Unido.

## Federaciones de la IFA
-  Argentina: Federación Libertaria Argentina (sitio web)
-  Bulgaria: Federación Anarquista de Bulgaria (sitio web)
-  Brasil: Iniciativa Federalista Anarquista no Brasil (sitio web)
-  Irlanda y  Reino Unido: Anarchist Federation (sitio web)
-  República Checa y  Eslovaquia: Federación Anarquista Checoslovaca (sitio web)
-  Francia y  Bélgica: Fédération Anarchiste (sitio web)
-  Grecia: Αναρχική Πολιτική Οργάνωση (sitio web)
-  Alemania y  Suiza: Föderation deutschsprachiger AnarchistInnen (sitio web)
-  Italia: Federazione Anarchica Italiana (sitio web)
-  Portugal y  España: Federación Anarquista Ibérica (sitio web)
-  Eslovenia y  Croacia: Federacija za anarhistično organiziranje (web)
-  México: Federación Anarquista de México (sitio web)
- {{}}: Sekoy Anarkistani Kurdiy-zman (sitio web)
- {{}}: Federazione Anarchica Siciliana (sitio web)

## Congresos de la IFA
- Carrara, 31 de agosto al 5 de septiembre de 1968; fundación de la IFA.
- II Congreso de la IFA, París, 1 al 4 de agosto de 1971.
- III Congreso de la IFA, Carrara, 23 al 27 de marzo de 1978.
- IV Congreso de la IFA, París, 31 de octubre al 3 de noviembre de 1986.
- V Congreso de la IFA, Valencia, 1 al 4 de noviembre de 1990.
- VI Congreso de la IFA, Lyon, 1997.
- VII Congreso de la IFA, Besançon, 2004.